# Mandschurische Staatsbahn

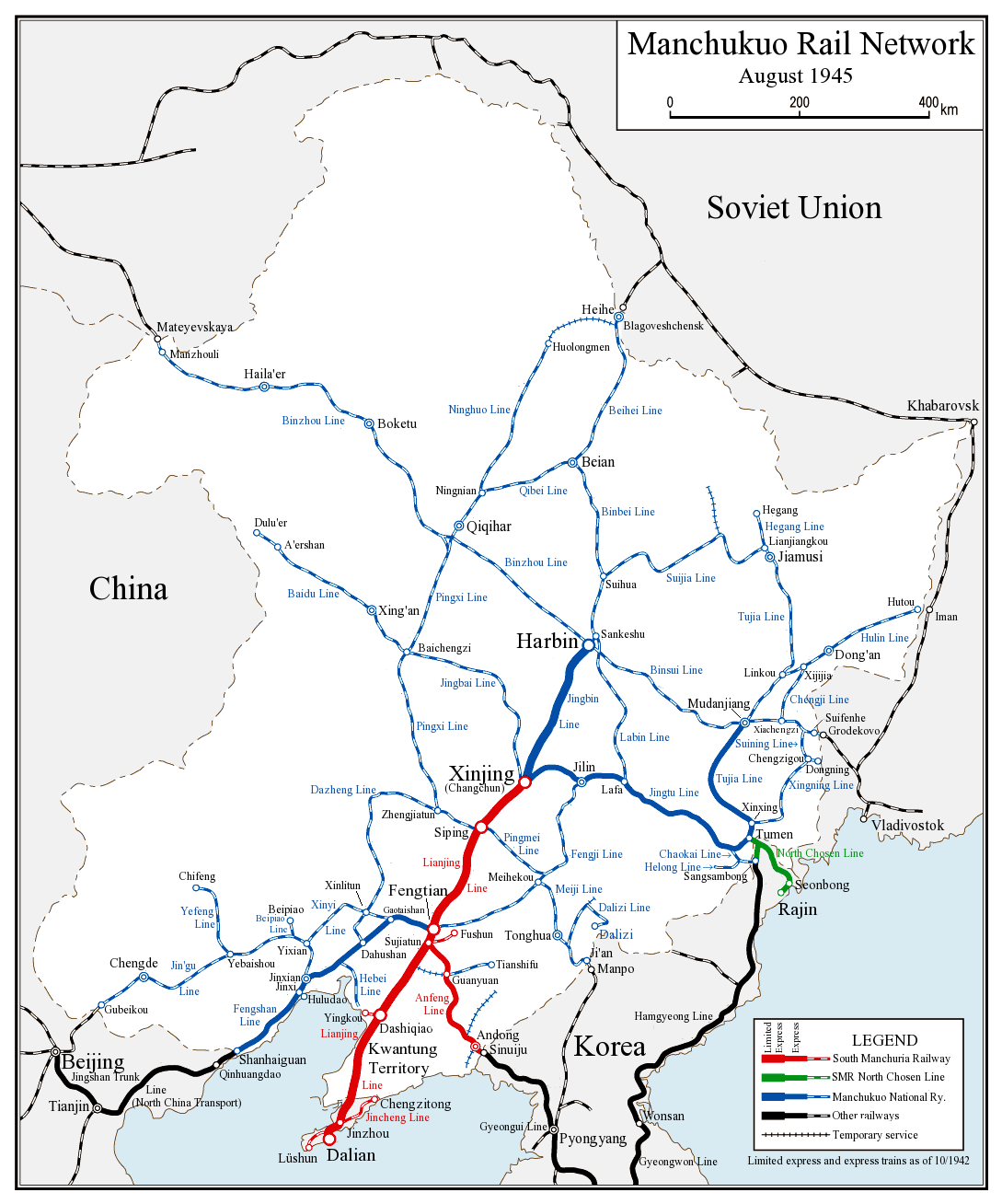
Das Streckennetz

 Die Mandschurische Staatsbahn (traditionelles Chinesisch und japanisches Kanji: 滿洲國有鐵道, japanische Umschrift: Manshū Kokuyū Tetsudō) war die staatliche Eisenbahngesellschaft des japanischen Marionettenstaates Mandschukuo. Im Volksmund wurde sie „國線“ (Kokusen, Nationale Linie) genannt und stand unter der Kontrolle der Kwantung-Armee. Sie hatte ihre Strecken hauptsächlich in den zentralen und nördlichen Teilen des Landes. In lokalen Zeitungen wurde sie häufig als „國鉄“ (jap.: Kokutetsu, "Nationale Eisenbahn") bezeichnet. Betrieben und verwaltet wurde sie von der Südmandschurischen Eisenbahn, einer staatlichen Eisenbahngesellschaft des Kaiserreichs Japan.

## Geschichte

### Chinesisch-japanischer Konkurrenzkampf im Eisenbahnbau
In der Mandschurei manifestierte sich die Aufteilung der Hoheitsrechte in Festlandchina unter anderem in der Form eines Konkurrenzkampfes im Eisenbahnbau. So wurden nach dem Ende des Russisch-Japanischen Krieges die Eisenbahnrechte in der Mandschurei zwischen Russland, das die Ostchinesische Eisenbahn unterhielt, und Japan, welches die Südmandschurische Eisenbahn (genannt Mantetsu) betrieb, aufgeteilt. Im westlichen Teil der Mandschurei verkehrte derweil eine in chinesischem Besitz befindliche Eisenbahn auf der Strecke Peking-Shanhaiguan-Fengtian, die Jingfeng-Bahn, die mittels eines Darlehens der britischen Hongkong-Shanghai-Bank gebaut worden war. In den Jahren 1913 und 1918 schlossen China und Japan zwei Eisenbahnabkommen, die die japanischen Rechte in der Mandschurei stärkten und die Vorherrschaft der fremden Besatzungsmächte in China weiter ausbauten. Nach der Gründung der Republik China im Jahr 1922 wurden politische und militärische Maßnahmen ergriffen, um die chinesischen Ansprüche zurückzufordern. In der Mandschurei erreichte diese Bewegung auch die Eisenbahnen in Form von Angriffen gegen die Mantetsu und andere japanische Unternehmen. In der Region herrschte zu dieser Zeit die Fengtian-Clique, deren Anführer, Zhang Zuolin, mit Japan kooperierte. Dennoch vertrat er in Bezug auf die Eisenbahn eine unabhängige Haltung und gründete 1924 das „Transportkomitee der drei östlichen Provinzen“ (chin.: 東三省交通委員會) und begann mit chinesischem Kapital mit dem Bau von Eisenbahnstrecken. Im Gegenzug eröffneten japanische Unternehmen fünf weitere Bahnlinien. Zhang Zuolin akzeptierte zwar das Recht der Japaner, neue Strecken zu bauen, ließ aber als Reaktion weitere Bahnen einweihen. Die Kwantung-Armee wollte die Clique spalten und ermordete Zuolin am 4. Juni 1928 beim Vorfall von Huanggutun. Sein Nachfolger wurde sein Sohn Zhang Xueliang, der im Dezember desselben Jahres der Kuomintang die Treue erklärte und zu einem glühenden Gegner Japans wurde. Nach seiner Machtergreifung reorganisierte er das Transportkomitee der drei östlichen Provinzen in das „Nordöstliche Transportkomitee“ (chin.: 東北交通委員會). Eine Strategie zur Schwächung der japanischen Eisenbahn verfolgend ließ er als ersten Schritt einer Abzweigung von der Mitte der Jingfeng-Bahn nach Huludao bauen, wo er einen neuen Hafen errichtete. Von da an wurde das Netz der Jingfeng-Bahn mit diesem Ziel geplant. Dies war ein schwerer Schlag für die Mantetsu, da die neuen Strecken der Jingfeng-Bahn alle parallel zu den Mantetsu-Strecken verliefen, wenn auch in mehreren Kilometern Entfernung, aber die Verlader, die zuvor keine andere Wahl hatten, als den Dienst der Mantetsu zu nutzen, verlagerten ihre Geschäfte auf die chinesische Gesellschaft, auch wenn deren Strecke weiter entfernt war. Die Japaner protestierten heftig und beriefen sich dabei auf den chinesisch-japanischen Vertrag über die drei Provinzen (中日會議東三省事宜條約), in dem vereinbart worden wäre, dass keine parallel zu den Mantetsu-Strecken verlaufenden Eisenbahnen gebaut werden sollten, aber die Fengtian-Clique ignorierte dies.

### Gründung Mandschukuos

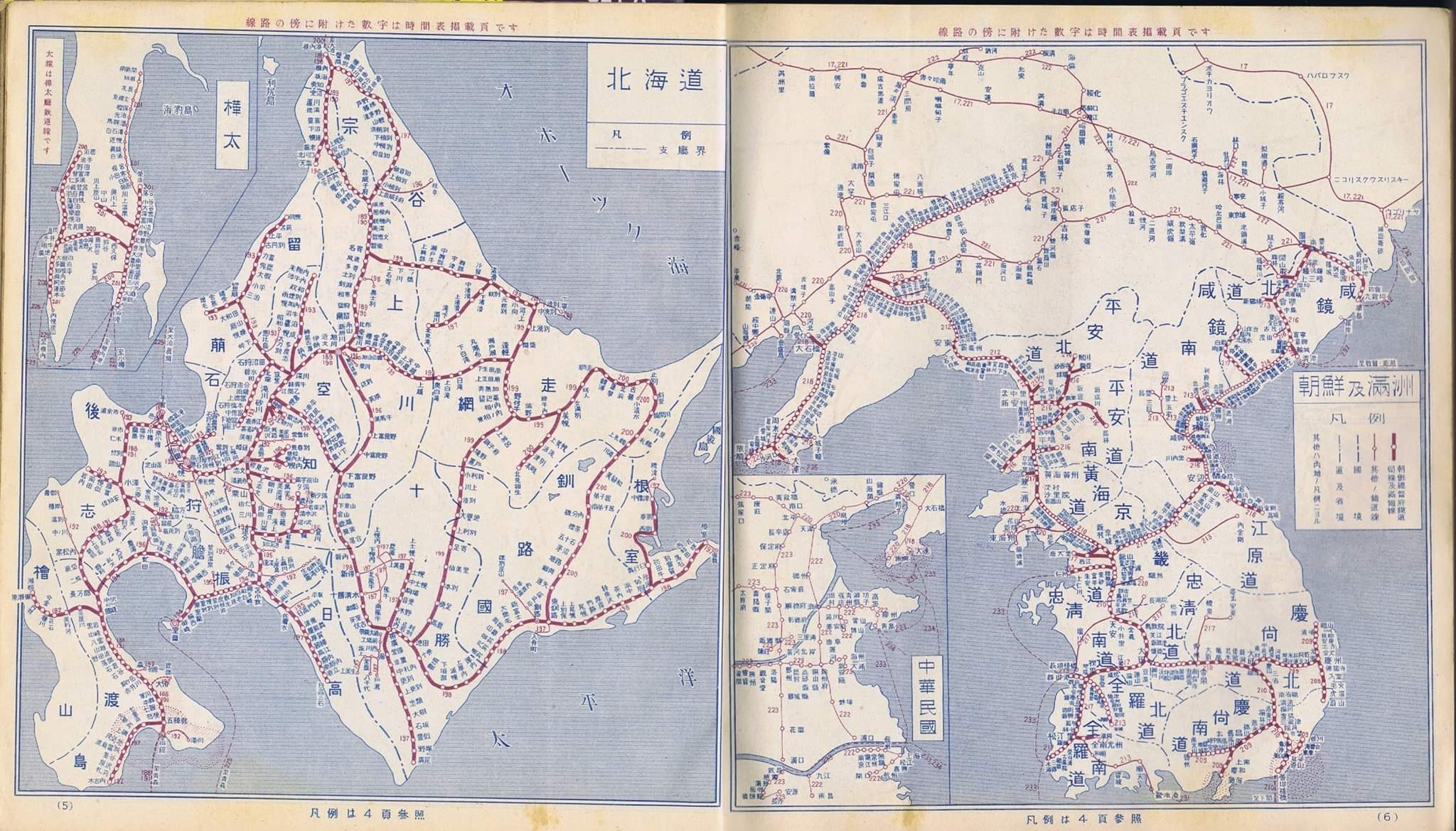
Karte der japanischen Staatsbahn von Hokkaido, Chosen, Karahuto und Mandschuko

Um die Pattsituation im Konflikt zwischen Japan und der Fengtian-Clique, einschließlich des Konflikts um die Eisenbahnen, zu durchbrechen, wurde die Kwantung-Armee aktiv und inszenierte den Mukden-Zwischenfall, bei dem ein japanischer Soldat am 18. September 1931 eine kleine Menge Dynamit in der Nähe einer Mantetsu-Linie zur Explosion brachte; obwohl kein Schaden entstand, wurde dies chinesischen Terroristen angelastet und als Vorwand für die japanische Invasion in der Mandschurei benutzt. Die Fengtian-Clique, die bis dahin faktisch die Regierung der Mandschurei gebildet hatte, brach im Oktober zusammen. Da das Nordöstliche Transportkomitee mit dem Zusammenbruch der Fengtian-Junta aufgelöst wurde, gründete die Kwantung-Armee am 23. Oktober das „Neue Nordöstliche Transportkomitee“ (新東北交通委員會), das vorübergehend die Verwaltung der Eisenbahnen übernahm. Bis Februar 1932 hatte die Kwantung-Armee die gesamte Mandschurei besetzt. Um internationale Kritik zu vermeiden, gründete die sie am 1. März 1932 den Marionettenstaat Mandschukuo. Infolgedessen wurde die Verwaltung der Eisenbahnen vom Transportkomitee auf das neue Verkehrsministerium von Mandschukuo übertragen. Die einzelnen Eisenbahngesellschaften blieben unabhängig, d. h. eine im engeren Sinne staatliche Eisenbahngesellschaft wurde zu diesem Zeitpunkt nicht gegründet.

### Gründung der Staatsbahn

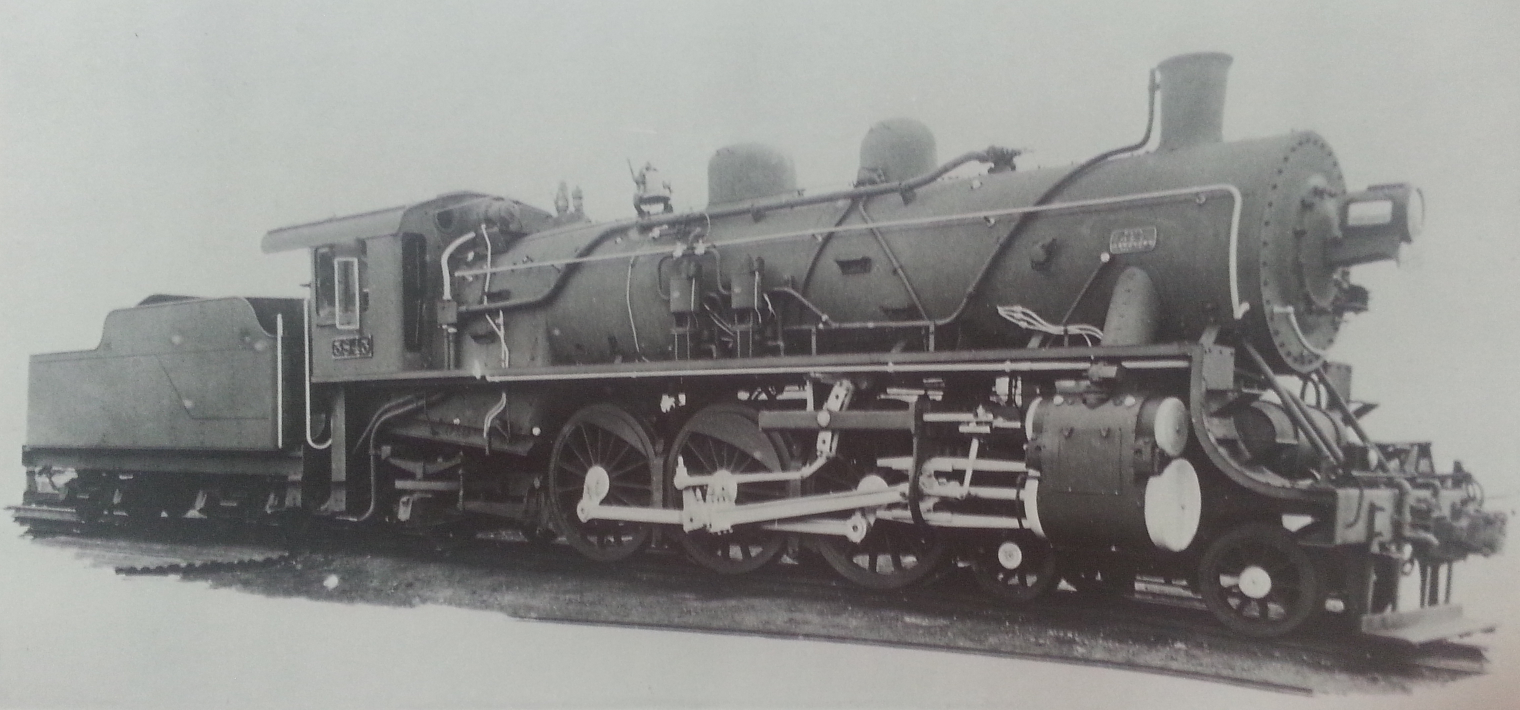
Konstruktionsfoto der Lokomotive Pashishi-5845, gebaut für die Staatsbahn von Kisha Seizō, 1936

Weniger als ein Jahr später, am 9. Februar 1933, wurde das „Eisenbahngesetz“ verabschiedet, das alle Eisenbahnen verstaatlichte und am selben Tag in Kraft trat, wodurch die Mandschurische Staatsbahn gegründet wurde. Tatsächlich hat das Verkehrsministerium der Mandschukuo die Eisenbahnen allerdings nie selbst betrieben, sondern sie dafür sofort an die Südmandschurische Eisenbahn übergeben.
Die Mandschurische Staatsbahn wurde aus neun Unternehmen gegründet:
- Die Fengshan-Bahn (奉山鉄路): Shanhaiguan-Fengtian, Huanggutun-Fengtian Hauptbahnhof, Dahushan-Tongliao, Goubangzi-Yingkou, Jinxian-Koubeiyingzi, Jinlingsi-Beipiao, Lianshan-Huludao. Es handelt sich um die älteste Eisenbahn in der Mandschurei, die 1899 als Verlängerung der Jingfeng-Bahn gegründet wurde. Das gesamte Netz, einschließlich der Nebenstrecken, wurde 1927 fertiggestellt. Ursprünglich Teil der Jingfeng-Bahn, wurde sie am 9. Januar 1932 unabhängig.

- Huhai-Bahn (呼海鉄路): Machuankou-Hailun. Diese Eisenbahnlinie in der Provinz Heilongjiang wurde ursprünglich während der Qing-Dynastie geplant, aber die Xinhai-Revolution verhinderte ihren Bau. In der Folge wurde ein Abkommen mit Russland über den Bau der Strecke geschlossen, doch aufgrund der Oktoberrevolution scheiterten auch diese Pläne. Der Bau begann schließlich 1925 als Joint Venture zwischen der Regierung und privaten Unternehmen, und die Strecke wurde im Dezember 1928 fertiggestellt.
- Jichang-Jidun-Bahn (吉長吉敦鉄路): Xinjing-Jilin, Jilin-Dunhua, Jiaohe-Naizishan. Ursprünglich handelte es sich um zwei Unternehmen, die Jichang-Bahn (吉長鉄路) und die Jidun-Bahn (吉敦鉄路), welche beide Gemeinschaftsunternehmen zwischen Japan und der Republik China waren. Die Jichang-Bahn wurde im Oktober 1912 und die Jidun-Bahn im Oktober 1928 fertig gestellt. Mit der Verwaltung beider Bahnen wurde die Mantetsu betraut. Da die Kosten für die kurzen Bahnen zu hoch waren, wurden die beiden Gesellschaften im November 1931 als Maßnahme zur Kostenkontrolle zusammengelegt.
- Jihai-Bahn (吉海鉄路): Chaoyangzhen-Jilin. Sie wurde im August 1929 eröffnet und verband zusammen mit der Shenhai-Bahn Fengtian mit der Stadt Jilin. Sie war eine der Strecken, die im Rahmen der Anti-Mantetsu-Bemühungen von Zhang Xueliang parallel zur Mantetsu gebaut wurden.
- Qike-Bahn (斉克鉄路): Qiqihar-Ang’angxi, Yushuntun-Ost-Ang'angxi, Qiqihar-Taian, Ningnian-Laha. Ursprünglich wurde bei der Qike-Bahn nur geplant, von Qiqihar aus nach Norden zu bauen; die Strecke nach Süden war ursprünglich von der Taoang-Bahn geplant worden. Die Taoang-Bahn konnte diesen Plan aufgrund von Problemen bei der Genehmigung der Kreuzung mit der Chinesischen Ostbahn nicht verwirklichen, aber nach einer Intervention des Nordost-Transportkomitees wurde die Strecke 1928 von der Qike-Bahn gebaut. Der erste Abschnitt, der gebaut wurde, war die Strecke Qiqihar-Keshan. Im Bahnhof Qiqihar der Nordmandschurei-Eisenbahn (Chinesische Ostbahn) wurde die Strecke mit der schmalspurigen Qi'ang Light Railway verbunden.

- Fenghai-Bahn (奉海鉄路), diese Strecke konnte dank den chinesisch-japanischen Eisenbahnabkommen von 1913 und 1918 konzessioniert werden. Da der Bau aber nie stattfand, wurden die Rechte 1924 an chinesische Unternehmen übertragen. Der Bau wurde von der „Drei-Provinzen-Verkehrskommission“ der Fengtian-Clique übernommen, und die Strecke wurde im August 1928 fertiggestellt. Obwohl es sich ursprünglich um eine halbprivate Eisenbahn handelte, war sie in der Praxis immer staatlich. Sie war eine der Strecken, die im Rahmen der Anti-Mantetsu-Bemühungen von Zhang Xueliang parallel zur Mantetsu gebaut wurden.

- Sitao-Bahn (四洮鉄路): Sipingjie-Zhengjiatun-Taonan, Zhengjiatun-Tongliao. Ursprünglich war dies eine der Strecken, die Japan im Rahmen der chinesisch-japanischen Eisenbahnabkommen von 1913 und 1918 bauen durfte. Das gesamte Netz wurde im November 1923 fertiggestellt. Eine Vereinbarung zur Übertragung der Verwaltung an Mantetsu wurde 1931 unterzeichnet, aber erst nach der Verstaatlichung umgesetzt.

- Taoang-Bahn (洮昂鉄路): Taonan-Ang'angxi. Diese Bahnlinie wurde 1924 als Gemeinschaftsunternehmen von Mantetsu und der Fengtian-Clique gegründet und im Juli 1926 fertiggestellt. Ursprünglich war geplant, die Strecke bis Qiqihar fortzusetzen, doch konnte die Genehmigung für die Kreuzung mit der Chinesischen Ostbahn nicht eingeholt werden.

- Taosuo-Bahn (洮索鉄路): Baichengzi-Huaiyuanzhen. Es handelt sich um eine der fünf Eisenbahnen, deren Bau 1927 von der Fengtian-Clique angeordnet wurde. Planung und Bau wurden vom Verkehrsausschuss des Nordostens als Teil des Netzes, das die Mantetsu-Strecken umzingeln sollte, durchgeführt. Im Februar 1931 war sie noch nicht fertig gestellt.

Nach der Verstaatlichung und der Gründung der Mandschurischen Staatsbahn wurden alle ehemaligen Gesellschaften in „Eisenbahnbüros“ umgewandelt, d. h. die Fengshan-Bahn wurde zum Beispiel zum „Fengshan-Eisenbahnbüro“ (奉山鉄路局), die Linien jeder ehemaligen Bahn wurden gruppenweise benannt, so wurde z. B. das gesamte Netz der Fengshan-Bahn als Fengshan-Linie (奉山線) bezeichnet. Da die verschiedenen Bahnen unabhängig betrieben wurden, gab es in einigen Städten mehrere separate Bahnhöfe, so dass die Staatsbahn eine komplizierte Organisationsstruktur aufwies.

### Gründung der Allgemeinen Eisenbahnverwaltung

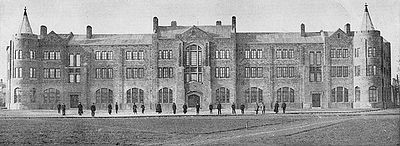
Eisenbahnhauptquartier in Xinjing (Heute Changchun)

Am 1. März 1933, knapp einen Monat nach der Übertragung des Betriebs und der Verwaltung der Staatsbahn an die Südmandschurische Eisenbahn, wurde die „Allgemeine Eisenbahnverwaltung“ in Mukden und das „Eisenbahnbaubüro“ in Dalian eingerichtet. Infolgedessen wurden die Strecken, die der Mantetsu gehörten, „Unternehmenslinien“ (社線, Chin. shèxiàn, Jap. shasen) genannt, während die Strecken der Staatsbahn „Nationallinien“ (國線, Chin. guóxiàn, Jap. kokusen) genannt wurden. Obwohl die Allgemeine Eisenbahnverwaltung offiziell im Zuständigkeitsbereich der Mantetsu war, war in Wirklichkeit die Kwantung-Armee, die insgeheim die Macht hinter der mandschurischen Regierung war und sich auch die Eisenbahn in der Mandschurei zunutze machen wollte, stark in ihren Betrieb eingebunden. Bei der Gründung der Allgemeinen Eisenbahnverwaltung war ein „Abkommen über die Verwaltung von Eisenbahnen, Häfen und Flüssen“ unterzeichnet worden. Darin wurden der Kwantung-Armee weitreichende Verwaltungsrechte über den Schienenverkehr eingeräumt und die Verwaltung so behandelt, als wäre sie eine Abteilung der Kwantung-Armee.
Dies stieß auf Seiten der Mantetsu jedoch auf großes Unbehagen, da nach einer anderen Vereinbarung ein Großteil der Gewinne der Gesellschaft an die Kwantung-Armee abgeführt werden sollte. Außerdem wurden viele der vom Militär angestrebten Strecken mit Blick auf militärische Interessen geplant, die aus der Sicht der Eisenbahn als Unternehmen nur ein geringes Gewinnpotenzial hatten. Darüber hinaus griff die Generalverwaltung mehrfach in die Streckenplanung ein und änderte oder verwarf geplante Strecken als „militärisch irrelevant“. Obwohl die Mantetsu dies nur widerwillig akzeptierte, hatte sie kaum eine andere Wahl, als den Anweisungen der Kwantung-Armee Folge zu leisten. Infolge solcher Konflikte verschlechterte sich das Verhältnis zwischen dem privaten Unternehmen und der Kwantung-Armee, das anfangs positiv und kooperativ gewesen war.

In der Zwischenzeit setzten die Generalverwaltung und das Baubüro den Bau der neuen Strecken wie geplant fort. Im Zuge der Zusammenlegung von Strecken und der Beseitigung von Überschneidungen wurde die „Gruppenbenennung“ von Bahnstrecken eingestellt, und die Strecken erhielten neue Namen, aber die Bahnhöfe blieben, wie sie zuvor waren. Am 1. April 1934 wurden die Bahnhöfe von Mukden, Xinjing, Harbin und Taonan zu einer einzigen Station zusammengelegt.

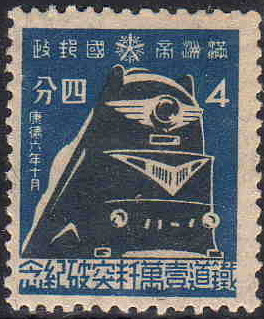
Mandschurische Briefmarke zur Feier des Erreichens eines 10.000 km langen Netzes

### Übernahme der Nordmandschurischen Eisenbahnlinien und der Generaldirektion der Eisenbahnen
Das größte Einzelereignis in der Zeit der Eisenbahn-Generaldirektion war der Erwerb der Nordmandschurischen Eisenbahn – der ehemaligen Ostchinesischen Eisenbahn. Obwohl der chinesische Anteil an der Strecke bei der Gründung der Staatsbahn verstaatlicht wurde, blieb der russische Anteil in sowjetischer Hand. Durch den Bau neuer Strecken durch die Staatsbahn wurde die Bedeutung der Linie jedoch erheblich reduziert. Folglich beschloss die sowjetische Regierung, die nach der Gründung der RSFSR Eigentümerin geworden war und den Besitz der Eisenbahn als unnötige Belastung empfand, den Übernahmevorschlag anzunehmen, und am 23. März 1935 erwarb die Allgemeine Eisenbahnverwaltung formell die Nordmandschurische Eisenbahn und vereinigte sie mit der Mandschurischen Staatsbahn.
Da die Ostchinesische Eisenbahn in der russischen Breitspur gebaut worden war, wurde das Netz in den nächsten zwei Jahren auf Normalspur umgestellt. Besonders erwähnenswert ist die Strecke zwischen Xinjing und Harbin, die von 2 500 Arbeitern am 31. August 1935 innerhalb von drei Stunden vollständig umgespurt wurde. Nach dem Erwerb der Nordmandschurei-Eisenbahn waren alle Eisenbahnen in der Mandschurei, mit Ausnahme von sehr kleinen Strecken von lediglich lokaler Bedeutung, entweder Staatsbahn oder Gesellschaftsbahnen.
In der Folge wurden die Generalverwaltung der Eisenbahn, das Eisenbahnbauamt und die Eisenbahnabteilung von der Mantetsu zusammengelegt um am 1. Oktober 1936 die „Generaldirektion der Eisenbahnen“ zu gründen, wodurch die Mandschurische Staatsbahn noch weniger staatlich wurde als zuvor. Dieser Schritt zur Integration der Staatsbahn in die Mantetsu trug zur Enttäuschung der Kwantung-Armee bei, da diese freie Hand über den Verkehr haben wollte.
In der Zwischenzeit wurde der Bau neuer Strecken fortgesetzt und erreichte 1939 eine Gesamtlänge von 10.000 km. Es wurden Gedenkbriefmarken herausgegeben, und die Mantetsu veranstaltete eine Feier und drehte einen Gedenkfilm. Nach Erreichen dieses Meilensteins verlangsamte sich der Ausbau, und der Bau neuer Strecken beschränkte sich auf kurze Nebenstrecken.
In dieser Hochphase begann der Pazifikkrieg. Nach Ausbruch des Krieges wurden zur Verbesserung der Kriegseffizienz organisatorische Reformen durchgeführt, um die Abläufe zu straffen. Am 1. Mai 1943 wurde das Hauptquartier nach Xinjing verlegt, die Generaldirektion der Eisenbahnen wurde abgeschafft und der Betrieb dem Hauptquartier anvertraut. Durch diese Reform wurden die Staatsbahn und die Mantetsu bis auf die Namen vollständig verschmolzen und blieben es bis zum Kriegsende.

### Nach 1945
Am 9. August 1945 erklärte die Sowjetunion Japan den Krieg und begann mit der Befreiung Mandschukuos, am 15. August akzeptierte Japan die Potsdamer Erklärung. Diese Nachricht erreichte Mandschukuo zwei Tage später, am 17. August. Am nächsten Tag, dem 18. August, dankte der Kaiser von Mandschukuo, Puyi, ab, und Mandschukuo hörte auf zu existieren. Außerdem zog sich die Kwantung-Armee vollständig zurück und überließ die Eisenbahn praktisch der Regierungsgewalt in der Region. Da der Eigentümer buchstäblich über Nacht verschwand, war die Staatsbahn auch nicht mehr „national“. Ihre Verwaltung brach völlig zusammen, so dass die Mantetsu sie als eigene Strecke verwaltete.
Am 20. August besetzten sowjetische Truppen den Hauptsitz der Mantetsu, und am 22. September, mit der Gründung der China Railway (中國國家鐵路集團), wurde die Mantetsu endgültig aufgelöst, ebenso wie die Mandschurische Staatsbahn.

## Unterschiede zur Südmandschurischen Eisenbahn
Die Mandschurische Staatsbahn, die so genannten „Nationallinien“, verkehrte ungehindert auf den Mantetsu-Linien (den so genannten „Unternehmenslinien“) und umgekehrt, ohne zu unterscheiden, wem die Strecke gehörte. Die meisten Personenverkehrsdienste waren vollständig in die Mantetsu integriert. In bestimmten Bereichen gab es jedoch eine strikte Trennung.

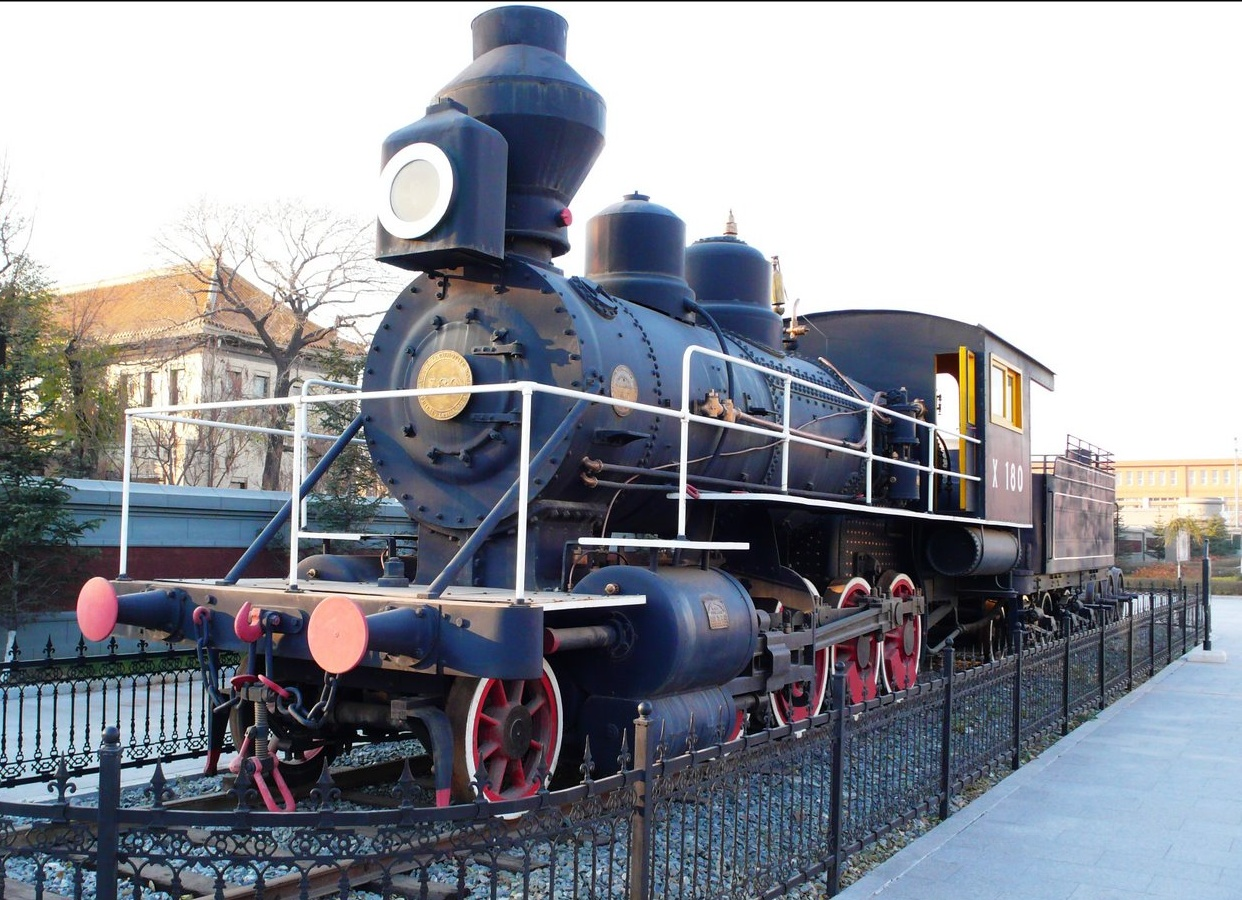
Russische Lokomotive der Baureihe Kh (Х), die früher bei der Ostchinesischen Eisenbahn in Changchun stationiert war. Sie wurde vergraben gefunden, ausgegraben und 2005 restauriert.

### Rollmaterial
Sowohl die Staatsbahn als auch die Mantetsu setzten weitestgehend die gleichen Fahrzeugtypen ein, erstere verfügte jedoch auch über Schienenfahrzeuge, die von den früheren Privatbahnen geerbt worden waren und sich von den Standardtypen unterschieden. Die Staatsbahn wurde auch von den Mantetsu-Werken beliefert. Daher wurden die Lokomotiven der Staatsbahn ab Oktober 1933 nach dem Mantetsu-Baureihenschema benannt.
Umgekehrt unterschieden sich die Personenwagen erheblich von den Mantetsu-Wagen, und es gab viele Konstruktionen, von denen es nur sehr wenige oder sogar nur ein einziges Exemplar gab. Diese verschiedenen Typen erhielten später Bezeichnungen mit der Zahl Neun (z. B. Ha9, ハ9) oder wurden mit dem Namen der alten Eisenbahngesellschaft plus der Typenbezeichnung klassifiziert, z. B. 瀋海ロネ1, Shenhai RoNe1. Nach und nach wurden diese Typen verschrottet.
Mit der Übernahme der Nordmandschurischen Eisenbahn im Jahr 1935 wurden auch Breitspur-Fahrzeuge übernommen, die Staatsbahn bezeichnete sie als „breite Fahrzeuge“ (広軌車輛).

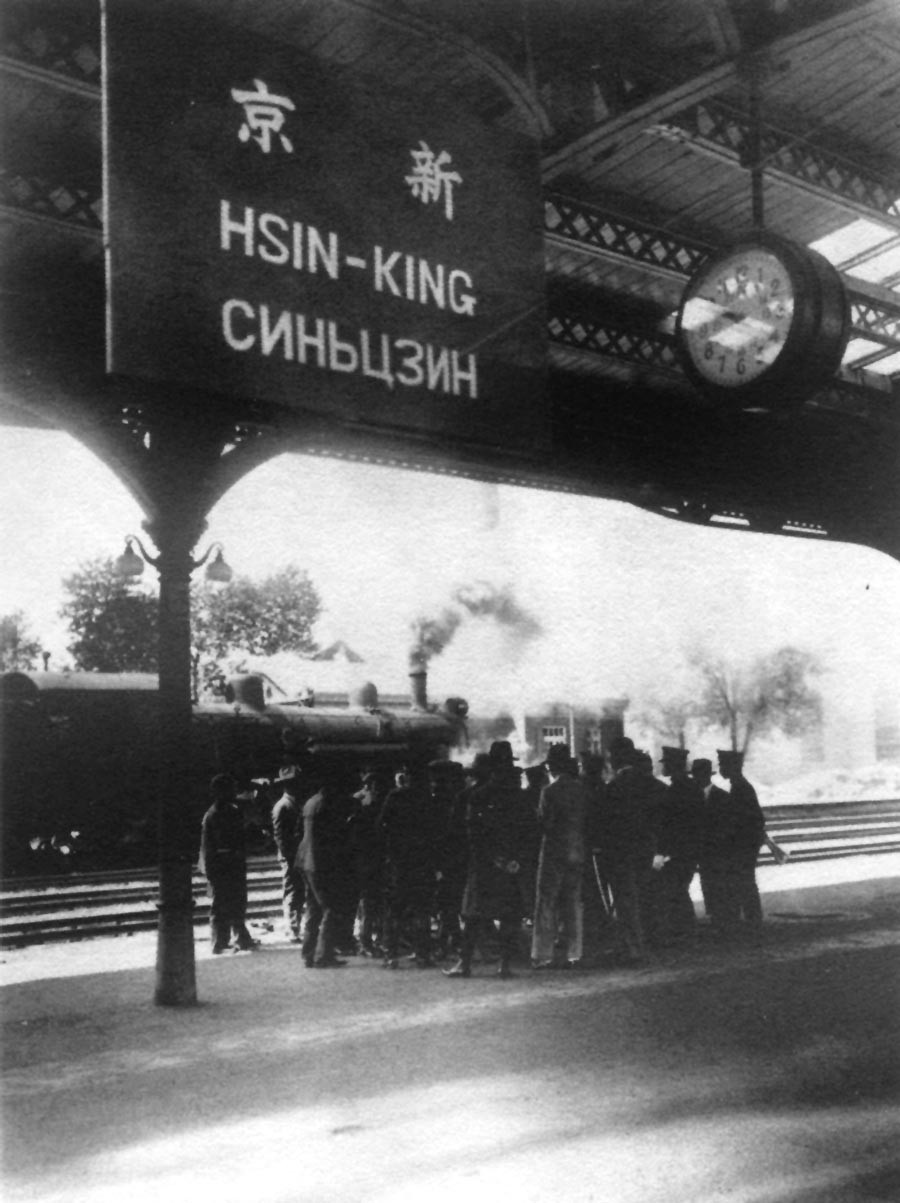
Ein Blick auf den Bahnsteig des Bahnhofs Xinjing

### Fahrpreise und Gütertarife
Im Personenverkehr waren die meisten Vorschriften mit denen der Mantetsu identisch, so dass es kaum Unterschiede gab. Aufgrund der unterschiedlichen Währungen unterschieden sich jedoch die Tarife für den Personen- und Güterverkehr. Die Art und Weise der Berechnung und Erhebung von Fahrpreisen und Gütertarifen im Verkehr zwischen der Mantetsu und der Staatsbahn wurde je nach den Erfordernissen der jeweiligen Zeit mehrfach geändert.
Unmittelbar nach der Gründung der Staatsbahn wurde in den Fällen, in denen eine Verbindung zwischen den beiden Bahnen hergestellt wurde, eine „Umsteigekarte“ ausgestellt und der Fahrpreis erhoben. Diese Regelung stammte aus der Zeit vor der Gründung Mandschukuos, als solche Umsteigeabkommen mit den später verstaatlichten Privatbahnen geschlossen worden waren. Die offizielle Währung der Mantetsu war der koreanische Yen, während die Staatsbahn den Haikwan-Tael verwendete. Nachdem die Fahrpreise für die Abschnitte der Unternehmens- und der Staatsbahn getrennt berechnet worden waren, wurden sie auf der Grundlage eines standardisierten Umrechnungskurses in die Währung der Bahn umgerechnet, der der Bahnhof gehörte, an dem die Fahrkarte gekauft wurde, und die beiden Fahrpreise wurden dann addiert, um den endgültigen Fahrpreis zu ermitteln. Wurde beispielsweise eine Fahrkarte für eine Fahrt von Dalian nach Jilin gekauft, so war der Preis in koreanischen Yen zu zahlen, da Dalian an der Mantetsu-Bahn lag; galt die Fahrkarte für eine Fahrt von Jilin nach Dalian, so war sie in Tael zu zahlen, da Jilin an der Staatsbahn lag. Das Umsteigeabkommen schränkte auch die Möglichkeiten ein, wo solche Umsteigefahrkarten gekauft werden konnten, so dass sie nur in größeren Bahnhöfen erhältlich waren.
Die Fahrpreise für Expresszüge wurden nach einem anderen System als bei der Mantetsu berechnet: Anfangs gab es keinen Aufschlag für begrenzte Expressfahrkarten. Als der Zuschlag eingeführt wurde, gab es keine Expresszüge, die direkt zwischen den nationalen und den Unternehmenslinien verkehrten, so dass der Zuschlag nur für die Staatsbahn galt. Die Zuschläge wurden auch in die Währung umgerechnet, die an der Verkaufsstelle verwendet wurde.

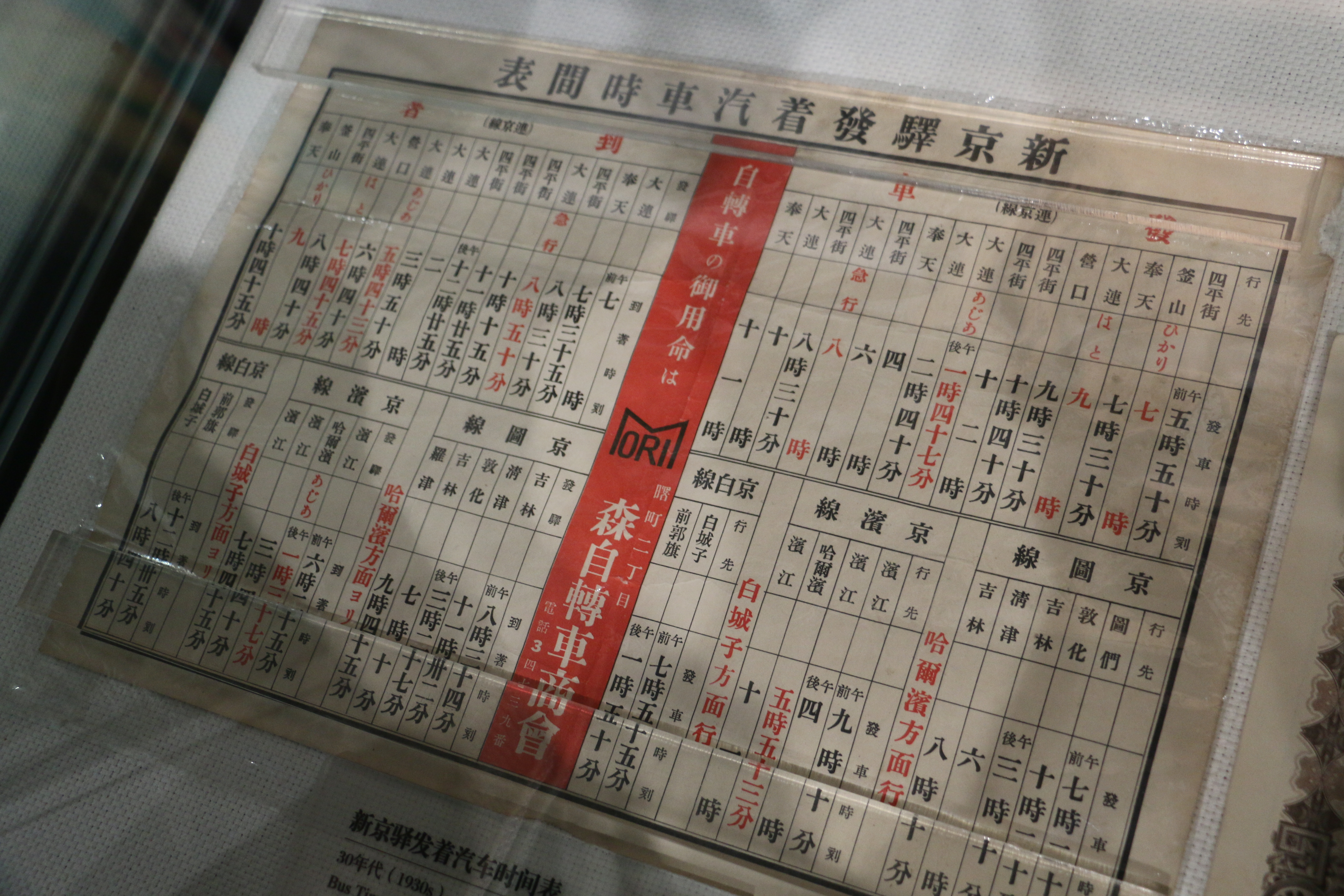
Busfahrplan der Haltestelle Xinjing

## Weitere Geschäftsbereiche
Sowohl die Allgemeine Eisenbahnverwaltung, als auch später die Generaldirektion der Eisenbahnen, hatten neben der Eisenbahn noch mehrere andere verkehrsbezogene Geschäftsbereiche. Obwohl die Mantetsu auch verkehrsfremde Infrastrukturprojekte wie Elektrizität und Stadtplanung sowie die Verwaltung von Kohlebergwerken durchführte, waren die meisten Unternehmen mit dem Transportwesen verbunden.

### Busverkehr
Als die Staatsbahn gegründet wurde, gab es in der Mandschurei keinen Fernbusverkehr wie den JNR Bus in Japan, sondern nur einen lokalen Stadtbusverkehr. Sowohl die Regierung von Mandschukuo als auch die Allgemeine Eisenbahnverwaltung hielten es jedoch nicht für wünschenswert, dass private Unternehmen ungehindert Verkehrsdienste erbringen, die mit der Staatsbahn konkurrieren könnten. Da die Eisenbahn viele wirtschaftlich unrentable Strecken hatte, war man der Ansicht, dass unabhängig geführte Busdienste die Werbewirkung und die Entwicklungsmöglichkeiten der Staatsbahn untergraben könnten, was als nachteilig für die Interessen des Landes angesehen wurde. Als die Regierung 1933 ihren Plan für ein Netz von Nationalstraßen beschloss, wurde daher festgelegt, welche möglichen Buslinien mit der Eisenbahn konkurrieren könnten. Es wurde beschlossen, dass diese und die für die nationale Sicherheit wichtigen Strecken von der Staatseisenbahn verwaltet werden sollten, während die anderen, nicht relevanten Strecken für private Unternehmen zur Verfügung standen. Im Zuge dieser Entwicklung führte jedes Eisenbahnbüro einen Überlandbusverkehr auf den Nationalstraßen ein.
Am 1. März desselben Jahres richtete die Allgemeine Eisenbahnverwaltung ihre Busabteilung ein, und am 20. März eröffnete das Eisenbahnbüro Fengshan den ersten Überlandbusdienst der Staatsbahn zwischen Beipiao und Chaoyang. Das Streckennetz wurde nach und nach erweitert, und Ende September gab es Busverbindungen in der gesamten Rehe. Nach dieser Erweiterung wurde die Busabteilung am 19. September in eine eigenständige Abteilung umgewandelt. Mit dem Fortschreiten des nationalen Straßenbaus wurde ein landesweites Netz von Überlandbuslinien geplant, das auch das Gebiet Kwantung umfassen sollte. Der Bau ging aber aufgrund der sehr schlechten Straßen, der dünnen Besiedelung, des Sicherheitsrisikos und nicht zuletzt wegen des Krieges nur langsam voran.

### Fährschifffahrt und Hafenbetrieb
Ein eher ungewöhnliches Nebengeschäft der Staatseisenbahn war der Betrieb von Flussfähren auf den Flüssen Songhua, Amur und Ussuri. Die Fahrten konnten zwischen drei und elf Tagen dauern. Nach dem Mukden-Zwischenfall wurde die Flussschifffahrt fast vollständig eingestellt, aber 1933 nahm die Allgemeine Eisenbahnverwaltung einen Fährdienst zwischen Harbin und Mohe auf, dem später weitere folgten. Die Staatsbahn unterhielt auch eine Reihe von Flusshäfen, die mit der Fährschifffahrt in Verbindung standen, sowie Seehäfen in Huludao und Hebei.